# Thekla Friedländer
Thekla Friedländer (* 6. April 1849 in Brieg, Schlesien; † nach 1898) war eine deutsche Sozialreformerin. 
Ab 1898 wirkte Friedländer in Berlin hauptsächlich in der Gefangenenfürsorge. Dabei arbeitete sie eng mit Gustav von Schmoller vom Verein für Socialpolitik zusammen. Zeit ihres Lebens bemühte sich Friedländer um Reformen des preußischen Strafvollzugs; dabei wollte sie vor allem die Verhältnisse in den Frauengefängnissen verbessern. Durch ihren Einsatz wurde u. a. das Frauengefängnis Barnimstraße modernisiert. 
Ihre Ideen verbreitete Friedländer hauptsächlich durch Vorträge, bei denen sie auch vom Lyceum-Club Berlin unterstützt wurde, deren Mitglied sie später auch wurde. Durch die persönliche Förderung der Königin von Rumänien, Elisabeth zu Wied, war es ihr möglich, über diesen Club eine Übersetzungs-Abteilung ins Leben zu rufen, um fachwissenschaftliche Werke zu übersetzen. 